# Marché Bến Thành
Le marché Bến Thành (vietnamien : Chợ Bến Thành) est un marché situé dans le 1er arrondissement au centre d'Hô Chi Minh-Ville au Vietnam.

## Emplacement
Le marché de Ben Thanh est situé dans le centre de Hô Chi Minh-Ville dans le quartier de Ben Thanh du 1er arrondissement.
Le marché est situé l'intersection de quatre rues animées. L'entrée principale ou côté sud est sur le rond-point de la Boulevard Lê Lợi-place Quách Thị Trang, le côté nord sur Le Thanh Ton, le côté est sur Phan Boi Chau et le côté ouest sur Phan Chau Trinh.
Il est desservi par la station Ben Thanh du métro de Hô Chi Minh-Ville.

## Architecture

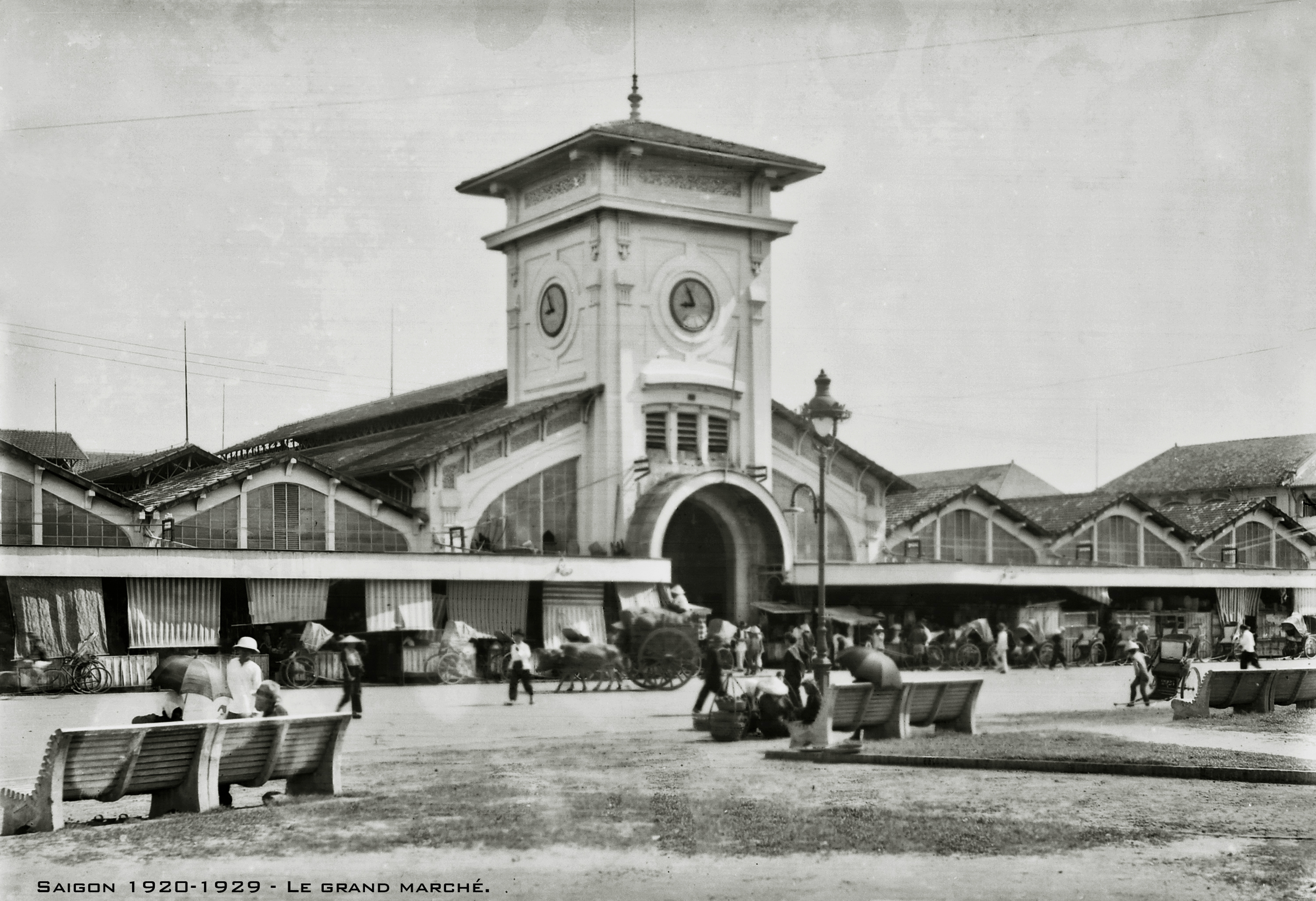
Le grand marché, Saïgon

Le marché de Ben Thanh a une superficie totale de 13 056 m2.
Le bâtiment centenaire a une conception, unique en Indochine, qui le distingue des bâtiments modernes et contemporains du centre de Saïgon.
Au fil des ans, le marché a subi des rénovations majeures à l'extérieur et à l'intérieur mais l'architecture globale est restée avec sa tour à l'horloge emblématique au premier plan.

## Histoire
- Si vous ne connaissez pas le sujet, laissez ce bandeau (vous pouvez alors contacter les auteurs).
- Si vous supprimez le contenu mis en cause (vous pouvez préalablement contacter les auteurs),

argumentez précisément cette suppression dans la page de discussion
(un manque de référence n'est pas un argument ; une recherche réelle de référence doit avoir été effectuée, être formellement documentée).
Autrefois situé sur les bords du grand canal (le boulevard Charner puis l’actuelle rue Nguyen Hué et sur un terrain (occupé aujourd'hui par le Trésor), l’ancien marché est constitué de  paillotes puis reconstruit par l’entrepreneur Albert Mayer, à partir du 30 novembre 1870, à la suite d'un incendie, en juillet de cette même année. À cause de problèmes financiers de la municipalité, ce marché, situé sur le même emplacement, devait être provisoire. Il est doté d'une charpente en bois couverte en tuiles, avec un « sérieux aménagement du sol » : pavage, égouts, canalisations d'eau. Il comprend cinq corps de bâtiments : une halle aux épiciers, une halle aux bouchers, une halle aux poissons, une halle aux légumes, une halle des restaurateurs. Ce marché « provisoire » perdurera, de 1871 à 1914 et coûtera très cher en entretien.
En 1901, la Municipalité décide la construction « d'un marché digne de Saïgon et sur un autre emplacement». Les bâtiments ne seront construits que douze années plus tard, pendant l'époque coloniale française, par les Etablissements BROSSARD & MOPIN qui remportent le concours, en avril 1912. Ils sont inaugurés, le 29 mars 1914 par le maire de SAIGON, Eugène CUNIAC et le gouverneur par intérim de la Cochinchine, Maurice Le Gallen. Leur coût est alors de 1 000 000 de francs-or.
Appelé « Halles centrales », ce nouveau marché couvre plus de 11 000 mètres carrés de superficie et comprend quatre pavillons d'angle de 1 200 mètres carrés chacun, séparés par deux larges allées cruciformes. Il est accessible par 28 portes de dimensions moyennes et quatre grandes. Sa partie centrale est surmontée d'une coupole de 28 mètres de diamètre. Le ciment utilisé provient de la ville de Hải Phòng qui fournit aussi celui utilisé pour la construction des chemins de fer. Les pavillons d'angles ont des affectations spécialisées, celui du Sud Est est le pavillon de la viande, celui du Sud-Ouest est réservé au poisson, celui du Nord-Ouest aux fruits exotiques, celui du Nord-Est aux œufs et aux volailles. Les deux allées sont occupées par les marchands de légumes et de fruits.
Autour de ce marché, sous une marquise, sont installées de très nombreuses boutiques, de tous ordres, depuis le brocanteur jusqu'au bijoutier, du cordonnier au marchand d'alcool, avec le restaurateur chinois, le marchand d'étoffes, le libraire, le marchand de souliers…
Il devient vite un pôle d'attraction, un centre d'affaires, un lieu de rendez-vous, un point de liaison. Il semble que toute l'activité économique de Saïgon vienne graviter tous les matins de sept à neuf heures dans ce quartier.

## Galerie

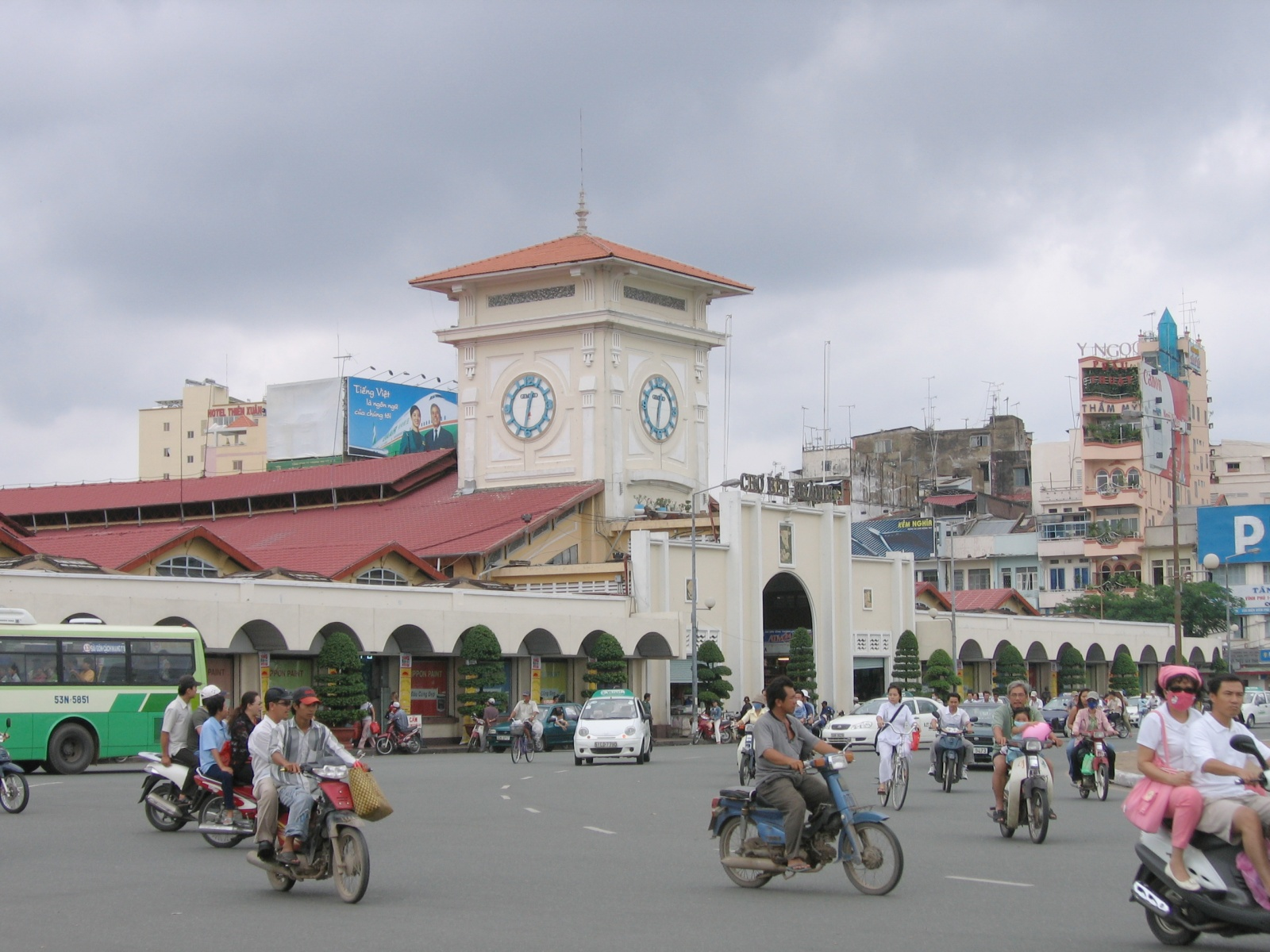
Les abords du marché.
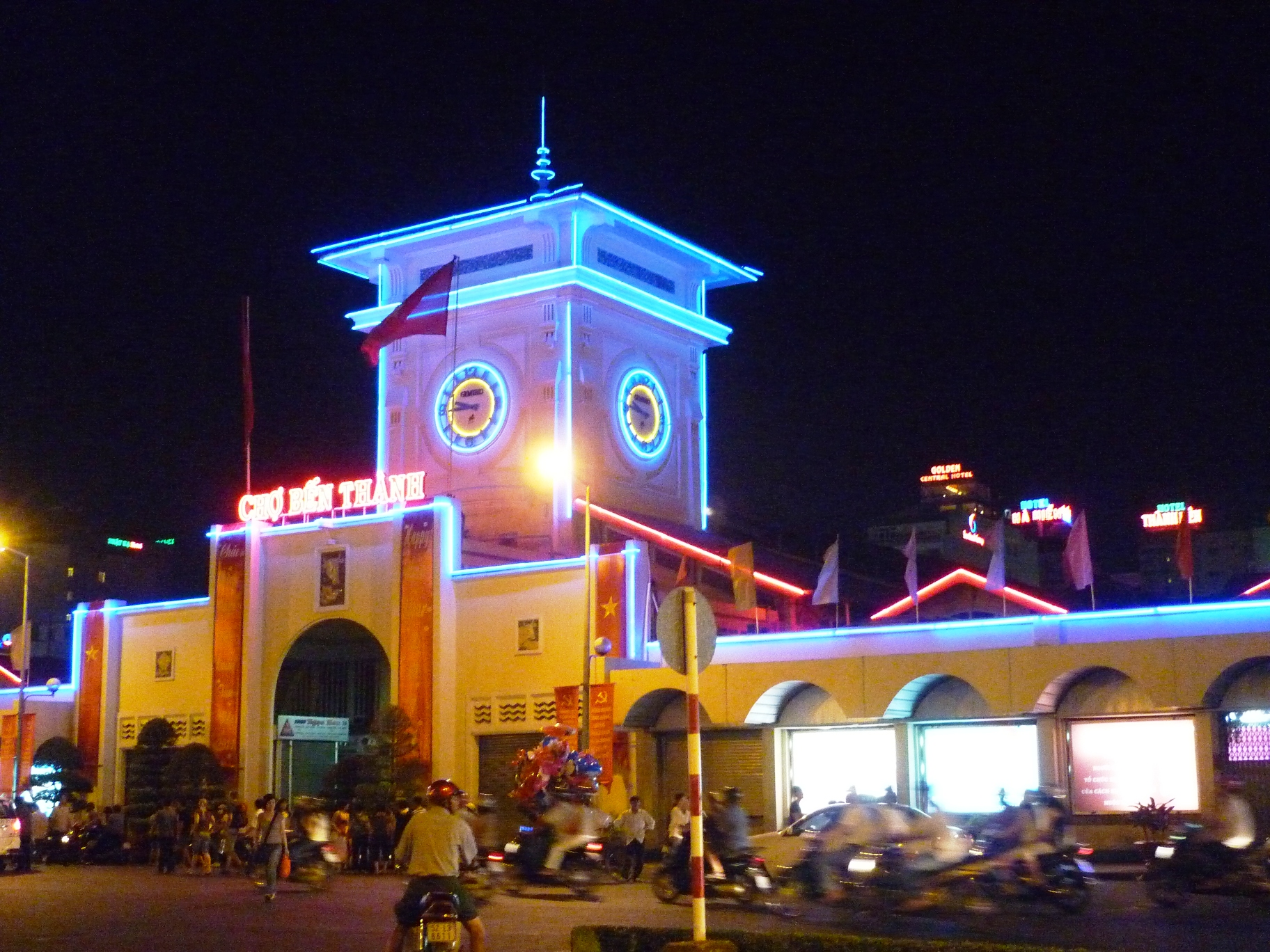
Le marché en soirée.
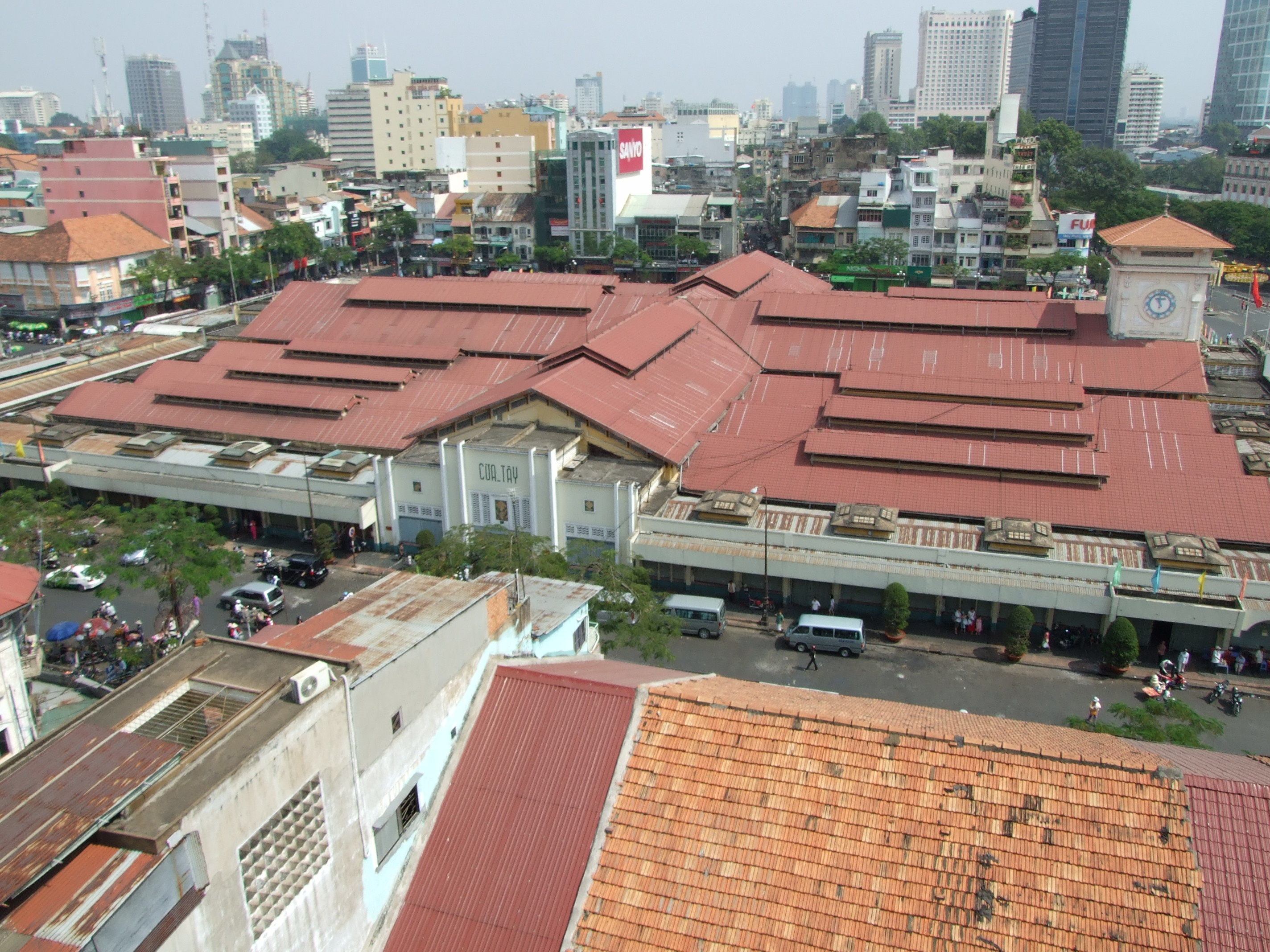
Vue d'ensemble du marché.
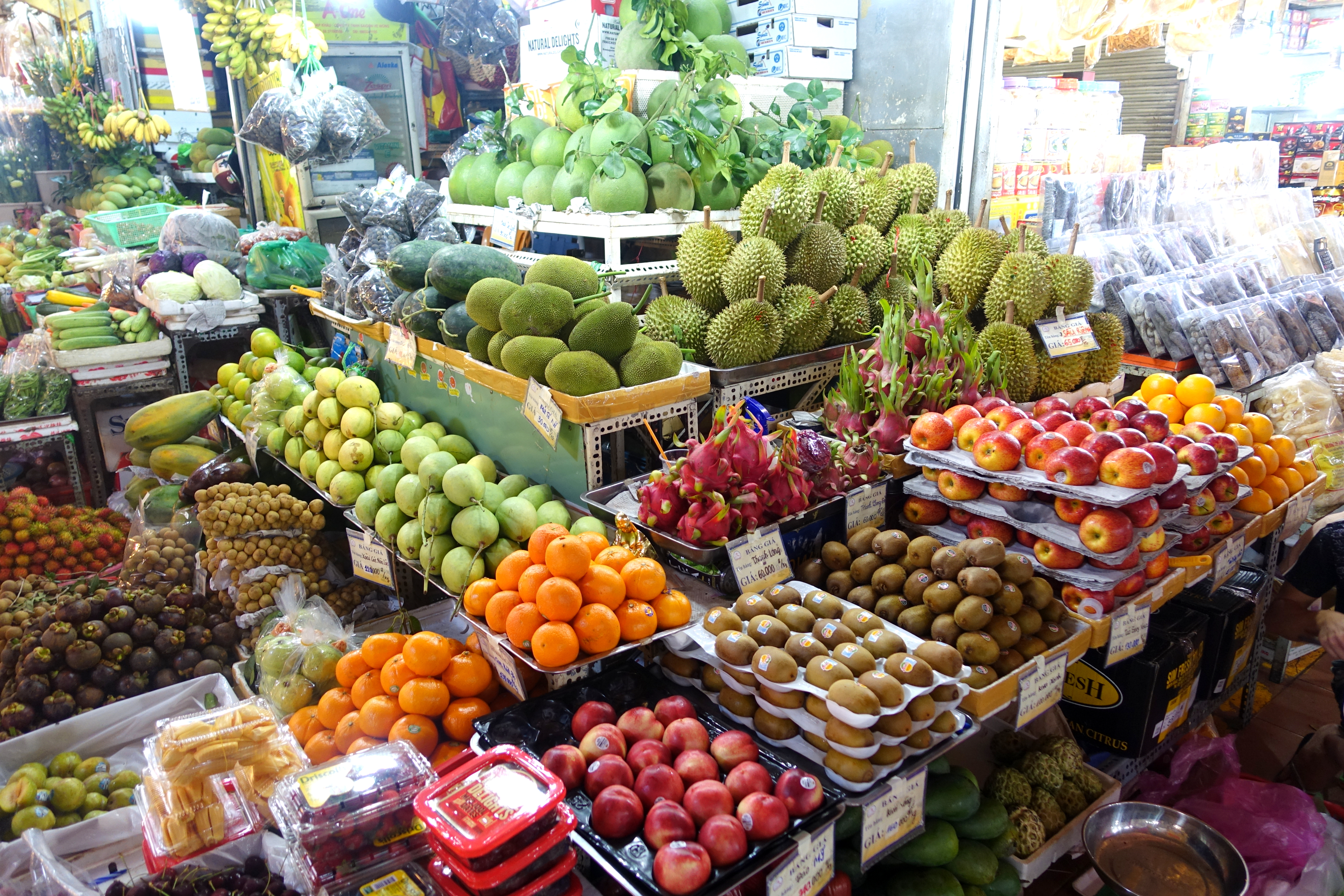
Le marché aux fruits.
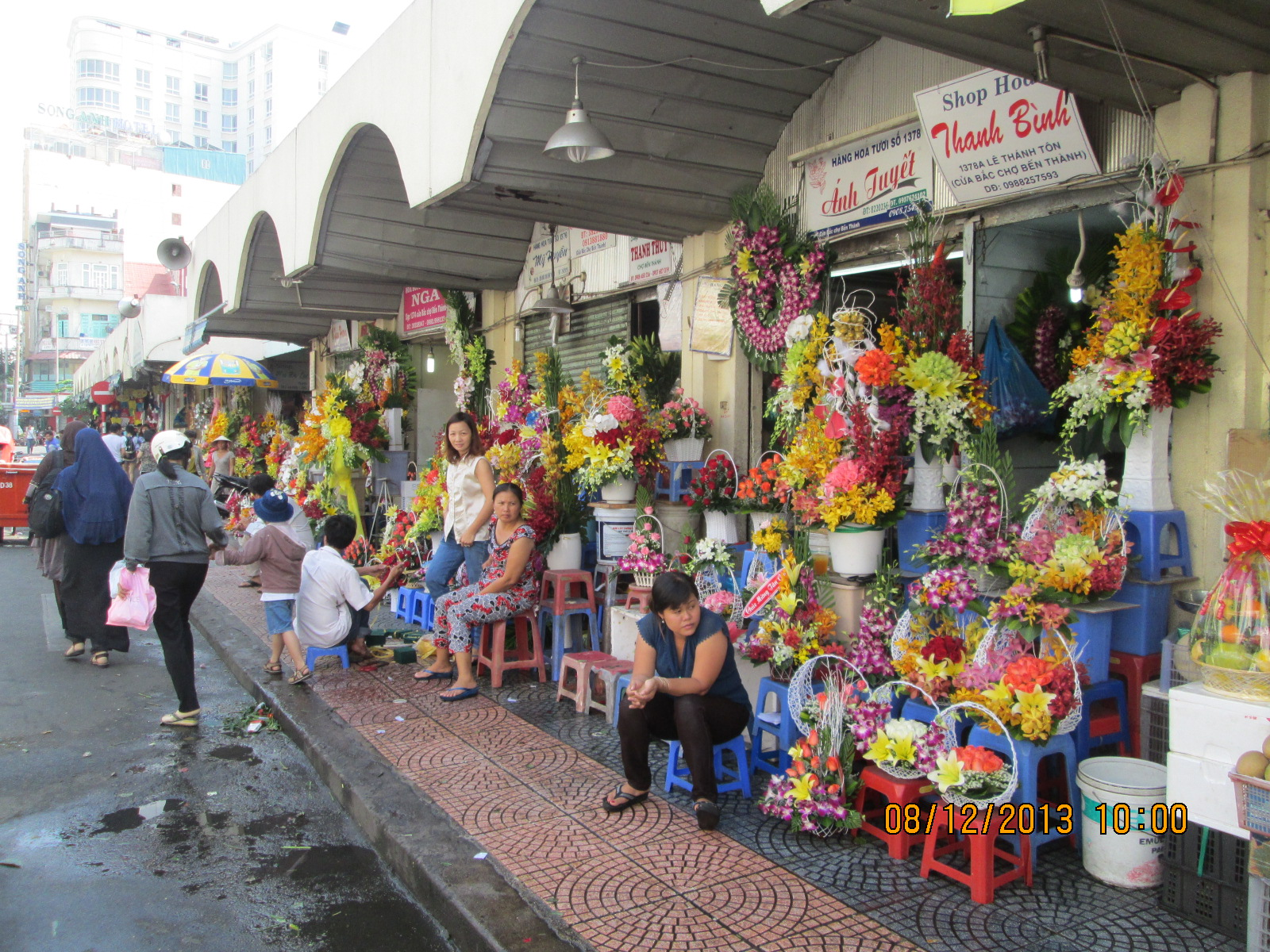
Fleurs.
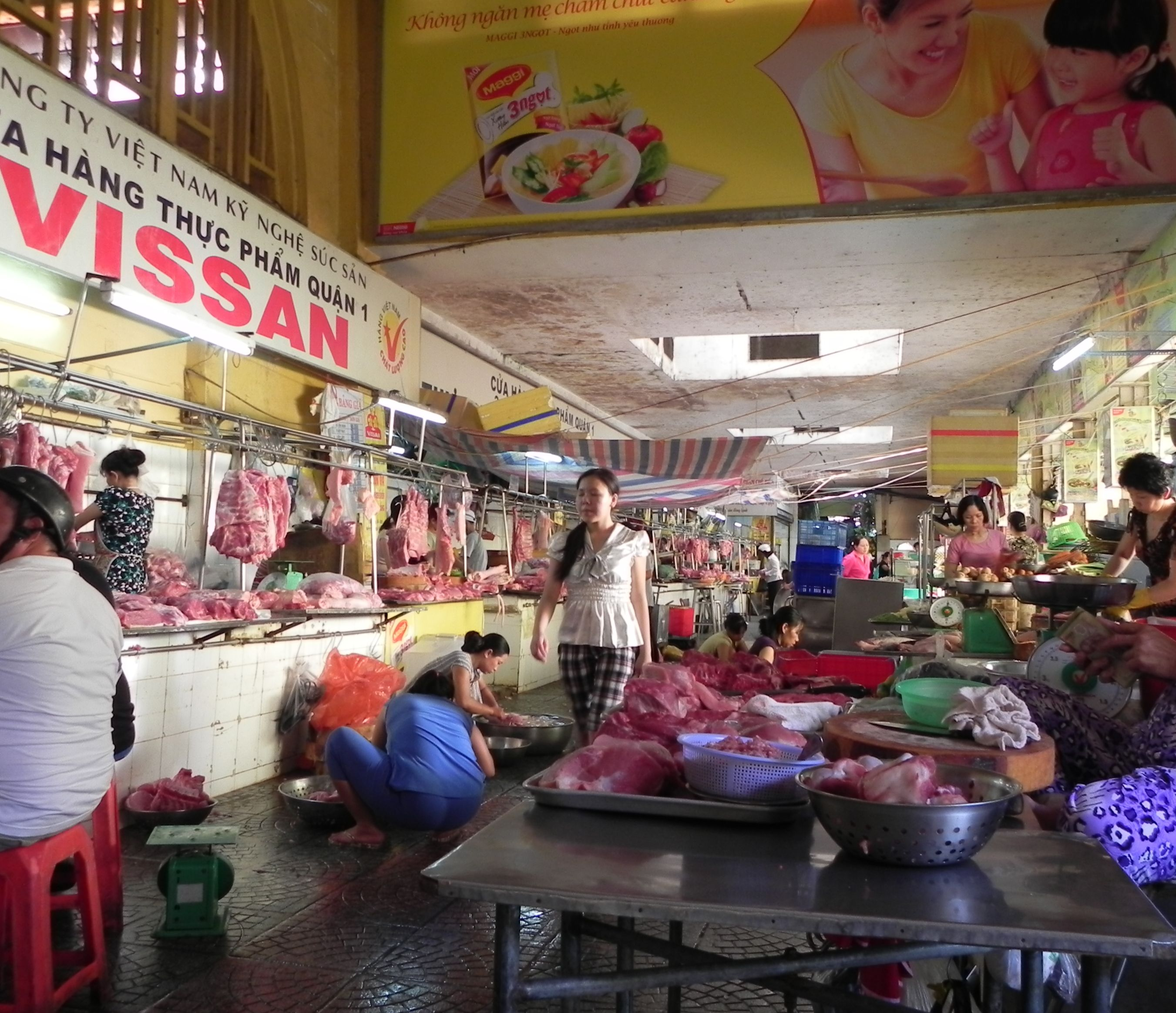
Viande.
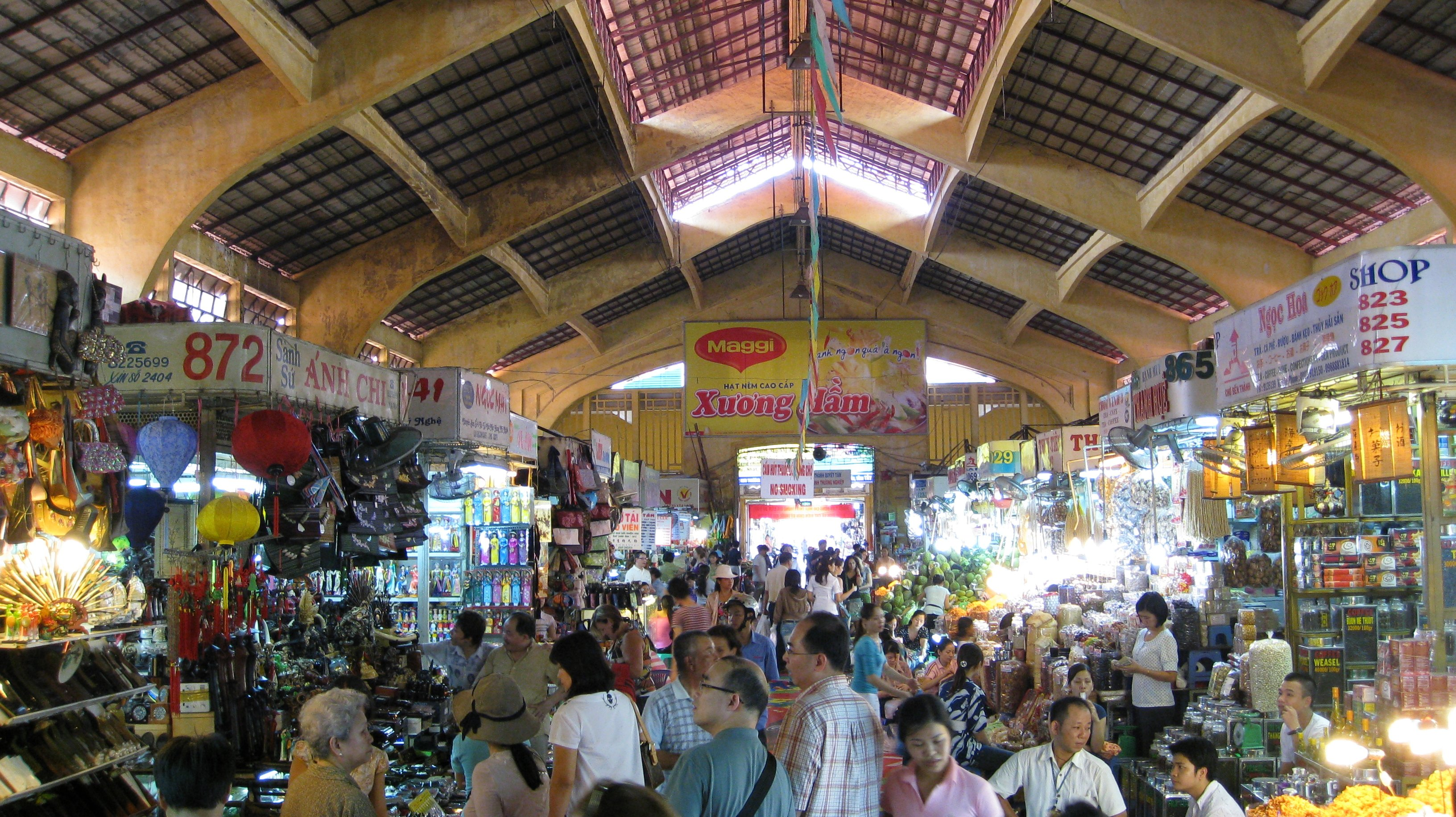
Vue intérieure.
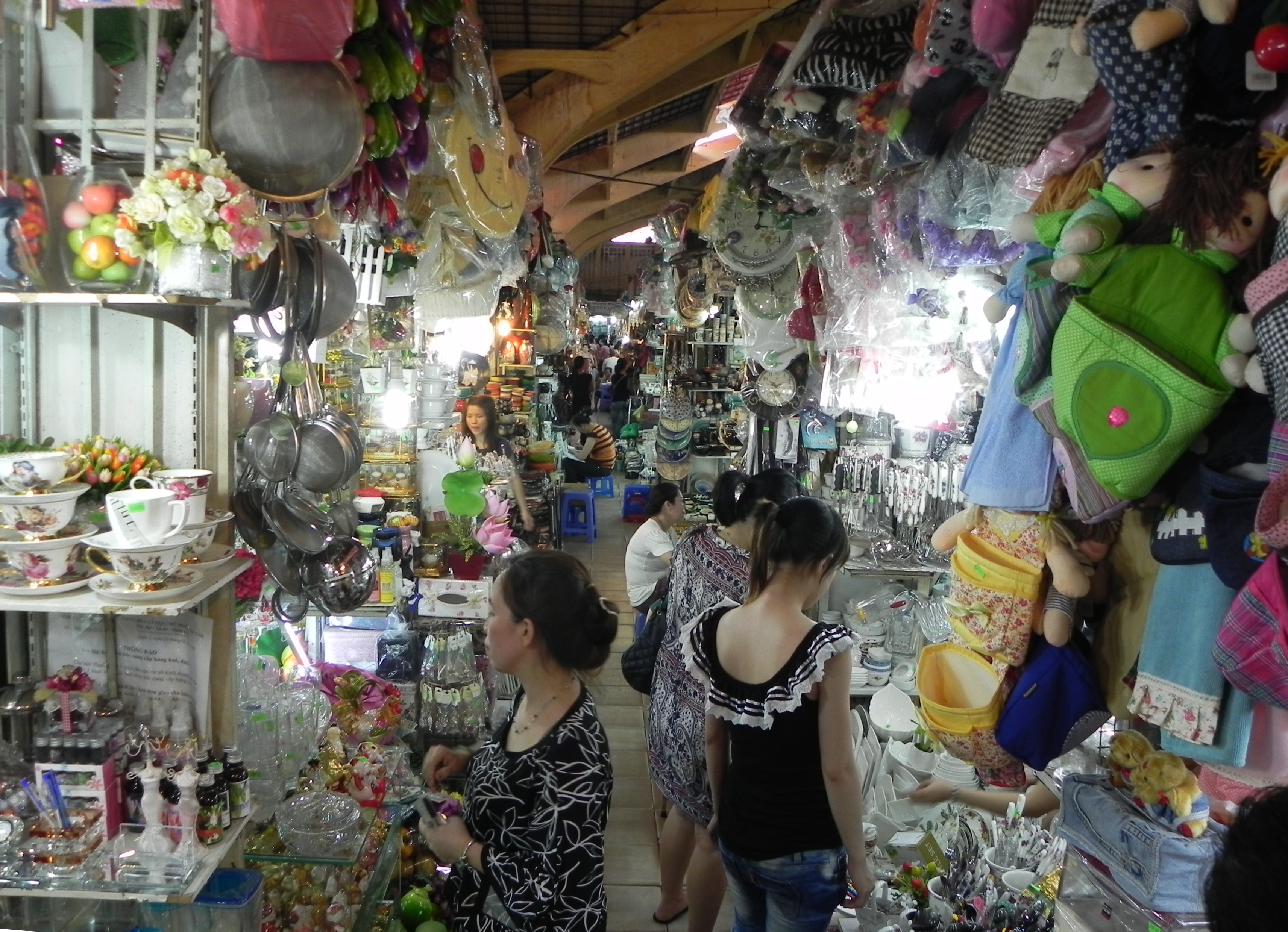
Produits ménagers.
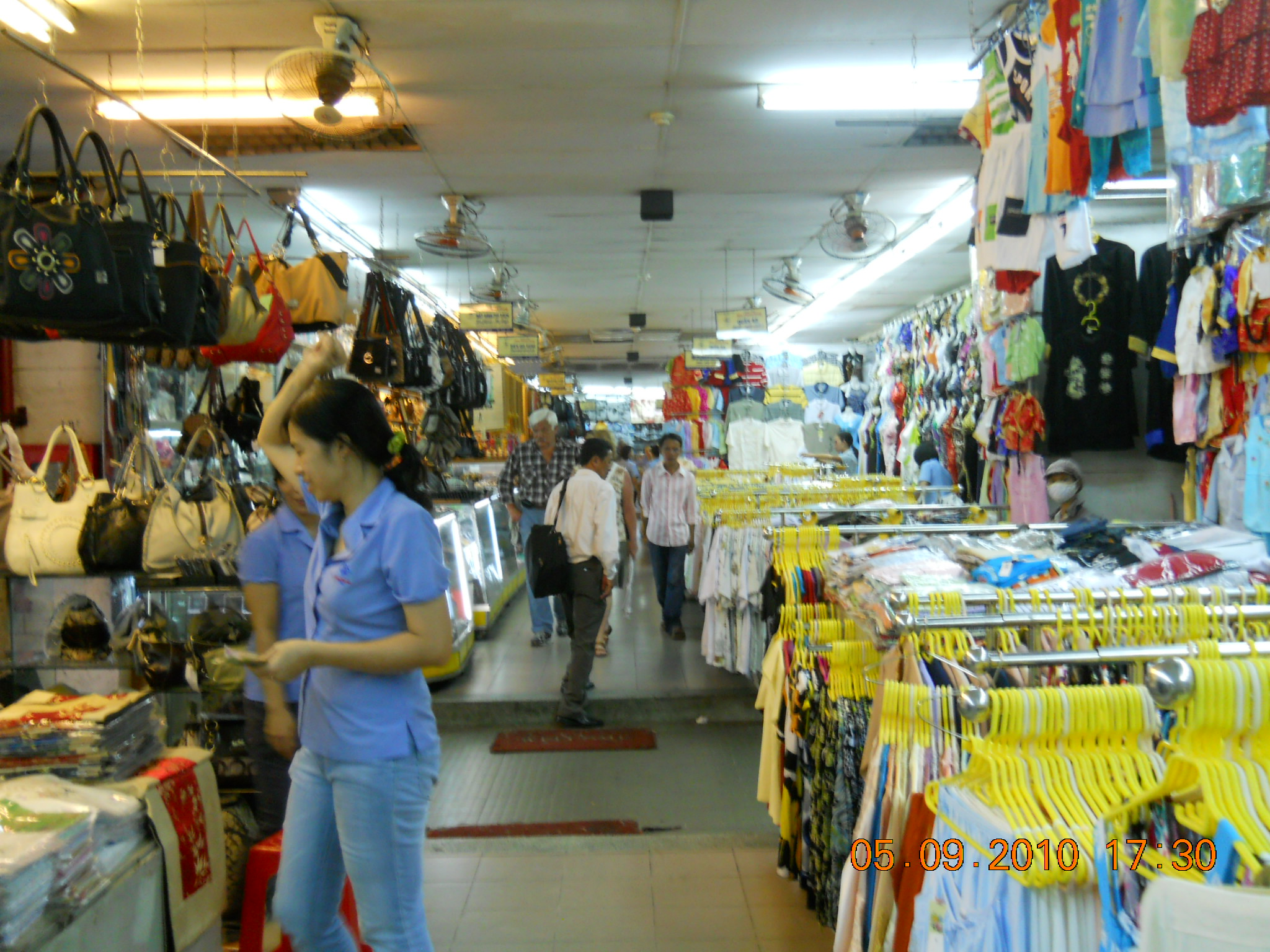
Textiles.
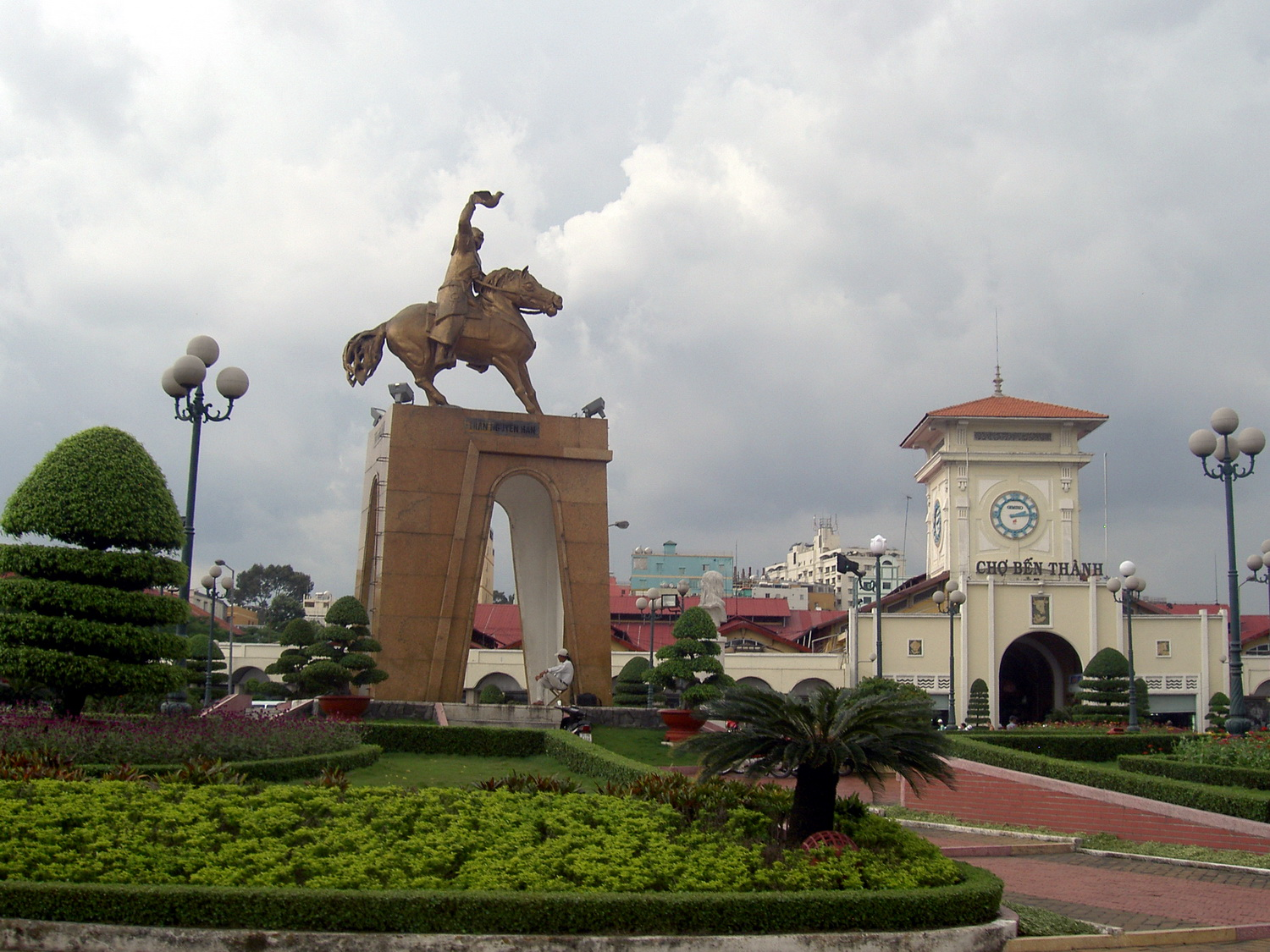
Place Quach Thi Trang et marché Bên Thành